# Мирча Парлиграс
Мирча Парлиграс е румънски шахматист, международен гросмайстор.

## Биография
През 2001 година Парлиграс става шампион на Румъния.

## Турнирни резултати
- 2003 – Букурещ (2 м. на „Мемориал Виктор Чокълтя“ с резултат 9 точки от 14 възможни; същия точков актив постига третият Константин Лупулеску)[2]; Атина (2 м. на „Акрополис“ с резултат 5,5 точки от 9 възможни)[3]; Суботица (1 м. на „Мемориал Мирко Срайбер“ с резултат 8 точки от 11 възможни)[4]
- 2006 – Тарагона (1-2 м. с Кевин Спрагет и резултат 7,5 точки от 9 възможни)[5]
- 2007 – Атина (3 м. на „Акрополис“ с резултат 6,5 точки от 9 възможни)[6]
- 2008 – Атина (2 м. на „Акрополис“ с резултат 7 точки от 9 възможни; след последния кръг има еднакъв брой точки с израелеца Иля Смирин, но остава на втората позиция заради по-слаби допълнителни показатели)[7]

## Участия на шахматни олимпиади
Парлиграс участва на четири шахматни олимпиади. Изиграва общо 27 партии, постигайки в тях 11 победи, 9 ремита и 7 загуби. Средната му успеваемост е 57,4 процента.
| Година | Организатор | Отбор   | Класиране (отборно) | Дъска         |
| 2002   | Блед        | Румъния | 28                  | Втора резерва |
| 2004   | Калвия      | Румъния | 20                  | Четвърта      |
| 2006   | Торино      | Румъния | 26                  | Втора резерва |
| 2008   | Дрезден     | Румъния | 19                  | Трета         |